# 明礼乡
明礼乡，是中华人民共和国四川省雅安市宝兴县曾经下辖的一个乡。2019年12月，撤销明礼乡，将其所属行政区域划归五龙乡管辖。

## 行政区划
明礼乡撤销前下辖以下地区：
百里村、庄子村和联合村。